# هو (نروژ)
هُو، (به نروژی و انگلیسی: Hå) یک شهرداری در استان روگالاند است. شهرداری هُو جنوبی‌ترین شهرداری در  منطقه یَرِن است. هُو، همچنین شامل شمال غربی‌ترین قسمت شهرداری دالانه، است.
شهرداری هُو، ابتدا در سال ۱۸۳۷ میلادی همزمان با اعمال قانون خودگردانی شهرداری‌ها تأسیس شد. این شهرداری در سال ۱۸۹۴ به دو شهرداری نَربؤ و  وُرهَوگ، تقسیم شده بود. شهرداری هُو، مرزهای فعلی خود را در سال ۱۹۶۴ هنگامی که نَربؤ و  وُرهَوگ، دوباره ادغام شدند، دریافت کرده و به شهرداری اُوگنا اضافه شد. با ادغام این شهرداری‌ها در سال ۱۹۶۴، شهرداری جدید، نام قدیمی هُو را دوباره احیاء کرد.
شهرداری هُو، در شمال با کِلِپ و تایم، در شرق با بیرکراَیم و در جنوب با شهرداری اَیگرسوند هم‌مرز است.